# Hellinsia saopaulo
Hellinsia saopaulo – gatunek motyla z rodziny piórolotkowatych.

## Taksonomia
Gatunek ten opisany został po raz pierwszy w 2016 roku przez Ceesa Gielisa na łamach „Boletín de la Sociedad Entomológica Aragonesa”. Jako lokalizację typową wskazano Campos do Jordão w brazylijskim stanie São Paulo.

## Morfologia
Motyl osiągający 20 mm rozpiętości skrzydeł. Głowę ma kremowobiałą z jasnobrązową twarzą i brązowoszarymi, krótko orzęsionymi czułkami. Sterczące głaszczki wargowe mają łuski białe i brązowe, a na ostatnim członie kremowobiałe i ciemnobrązowe pasy podłużne. Tegule są szarobiałe. Tułów jest szarawobiały z dużymi, rdzawobrązowymi, rozdwojonymi łuskami w kołnierzu. Skrzydło przednie powcinane jest do ⅔ długości. Ubarwienie wierzchu ma kremowobiałe z ciemnobrązowymi znakami, spodu szarobrązowe z ciemniejszymi znakami, a strzępiny bladoszarobrązowe z ciemnobrązową łatką. Skrzydło tylne jest szarobrązowe z wierzchu, brązowowszare od spodu, szarobrązowe na strzępinach i opatrzone czarnymi łuskami na żyłkach. Odnóża przedniej i środkowej pary mają podłużne linie szarobrązowe i ciemnobrązowe na udach i goleniach. Bladoszarobrązowe odnóża tylnej pary mają po dwie pary ostróg, z których środkowe są dłuższe niż boczne, a dystalne krótsze niż proksymalne. Szarobiały odwłok ma brązowe linie na grzbiecie segmentów drugiego i trzeciego, brązowoszare maźnięcia na segmentach od czwartego do siódmego oraz ciemnobrązowe kropki w środkowo-tylnych częściach segmentów od drugiego do siódmego.
Samiec ma niesymetrycznie zbudowane walwy – lewa jest zaopatrzona w falisty, umieszczony na szerokiej podstawce wyrostek sakularny nieosiągający ⅓ jej długości, prawa natomiast ma dwa krótkie i u nasady równoległe kolce sakularne. Poza tym jego genitalia cechują się dwupłatowym tegumenem, łagodnie zakrzywionym i smukłym unkusem długości ⅔ tegoż, wrzecionowatą jukstą z dwoma niesymetrycznymi ramionami anellusa, wąskim i łukowato wygiętym winkulum oraz łagodnie zakrzywionym, na szczycie zaokrąglonym edeagusem z cierniami w postaci lekkich sklerotyzacji.

## Ekologia i występowanie
Owad neotropikalny, endemiczny dla Brazylii, znany tylko z lokalizacji typowej. Odnaleziony w lutym na rzędnych między 1600 a 1900 m n.p.m.